# Comostola ocellulata
Comostola ocellulata är en fjärilsart som beskrevs av Louis Beethoven Prout 1920. Comostola ocellulata ingår i släktet Comostola och familjen mätare. Inga underarter finns listade i Catalogue of Life.